# Einstein-Gymnasium Angermünde

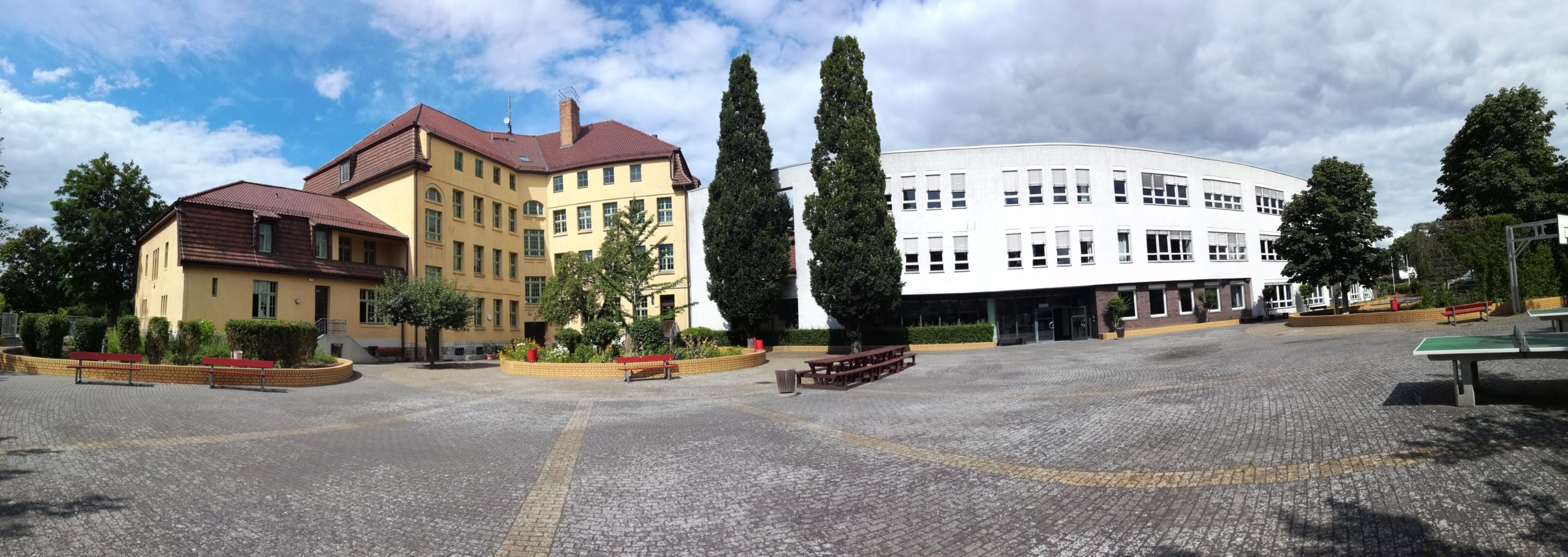
Schulhof

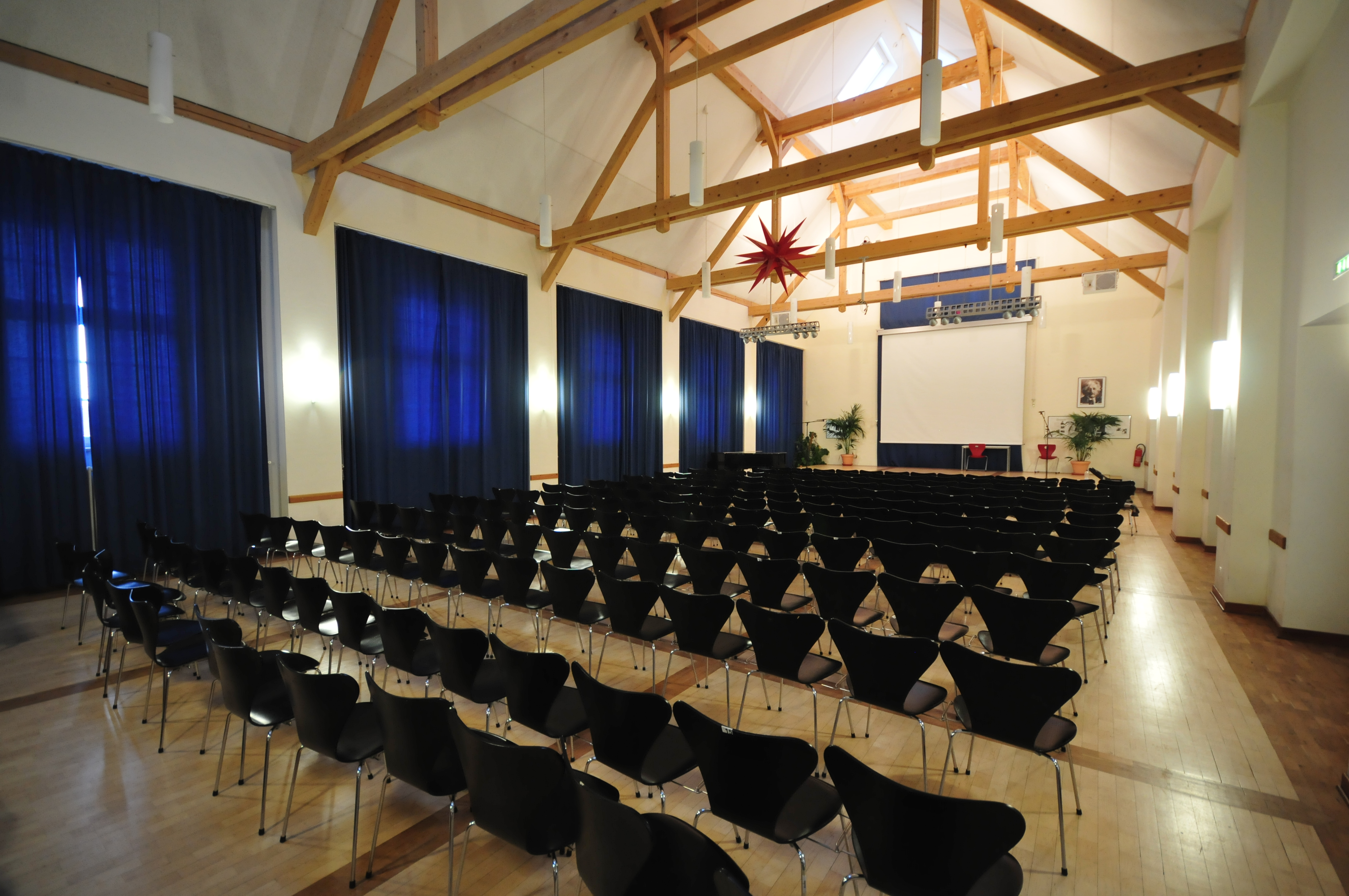
Aula

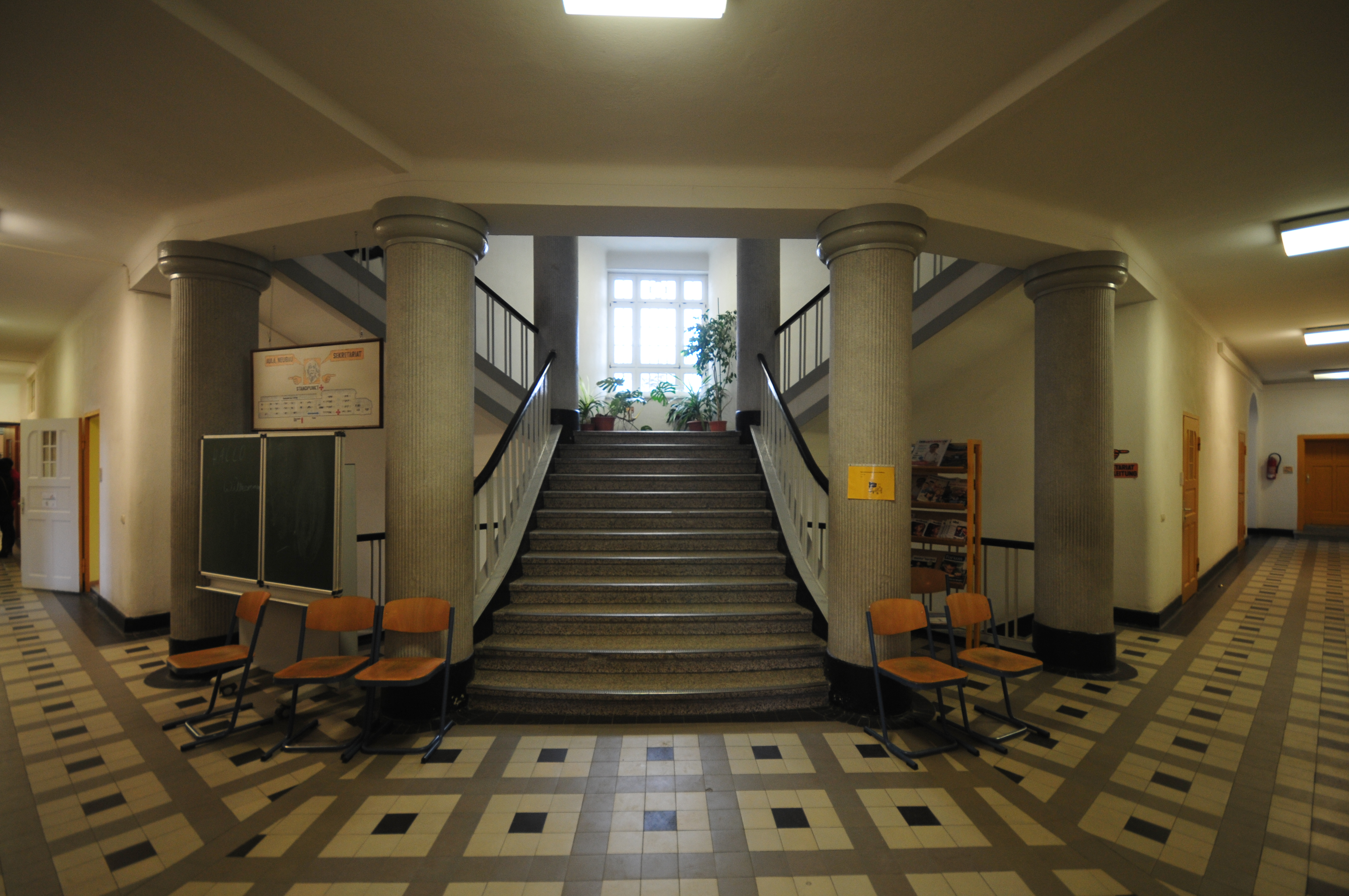
Treppenhaus Altbau

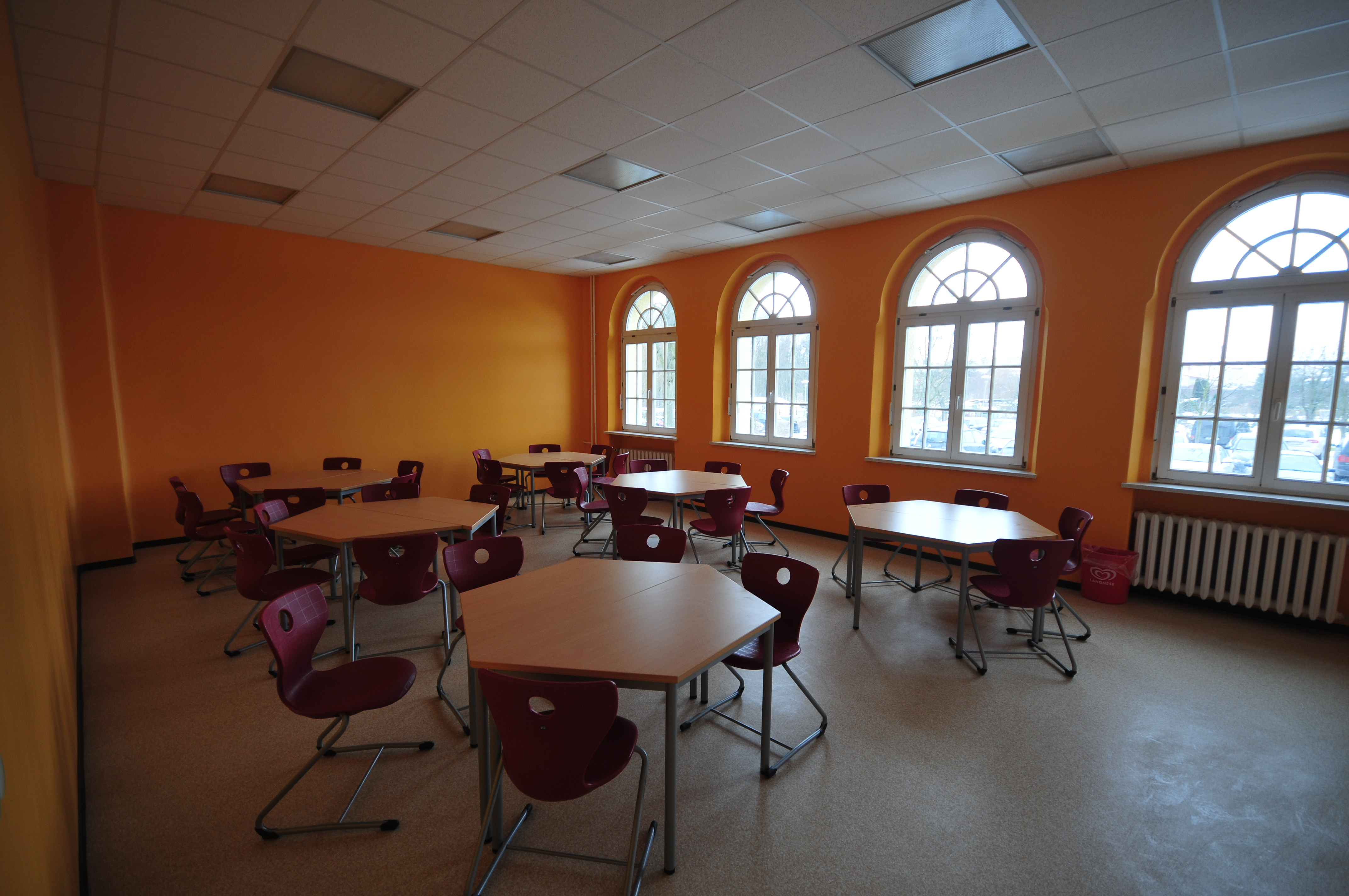
Cafeteria

Das Einstein-Gymnasium Angermünde ist ein Gymnasium in Angermünde, das sich in Trägerschaft des Landkreises Uckermark in Brandenburg befindet.

## Namensgebung
Neben dem Albert-Einstein-Gymnasium in Berlin-Britz ist das Einstein-Gymnasium Angermünde das einzige, das von Albert Einstein eine persönliche Genehmigung erhielt, dessen Namen zu tragen. Am 14. April 1950 gab Einstein brieflich seine Zustimmung aus den USA und dankte gleichzeitig für die ihm erwiesene Ehre.

## Geschichte

### Privatschule
1881 eröffnete Oskar Knuth mit Unterstützung des Magistrats eine Privatschule, die eine Vorschulklasse und die Klassen 4, 5 und 6 umfasste, wobei letztere nach dem Gymnasiallehrplan unterrichtet wurde. In Knuths Schule, zu der auch ein Internat gehörte, lernten 108 Schüler, die ein Schulgeld in Höhe von 150 Mark entrichteten.
Bis zum Jahr 1884 war Knuth den Angriffen von Seiten der Mittelschule ausgesetzt, deren Schülerzahl stetig sank, weil die Privatschule bevorzugt wurde. Enttäuscht von der Regierung, kündigte Knuth Ostern 1884 das Schließen der Privatschule an. Diese Entscheidung war ein Schlag für die Elternschaft, die im August 1884 mit einer „Gesellschaft zur Erhaltung und Hebung der höheren Knabenschule zu Angermünde“ auf die Situation reagierte. Die Bemühungen waren auf Dauer nicht erfolgreich.

### Städtische Höhere Knabenschule
Diese Schule entstand 1901 als Realschule mit lateinischen Nebenkursen. Sie wurde bis 1914 von Direktor Dammholz geleitet.
Gleichzeitig begann der Kampf um eine Anerkennung als höhere Lehranstalt. 1912 beantragten die städtischen Körperschaften die Unterstellung der Anstalt unter das Königliche Provinzial-Schulkollegium und die Anerkennung der Schule als Realprogymnasium.
In der Jahresschlussfeier erklärte der Bürgermeister die Städtische Höhere Knabenschule nach 13-jährigem Bestehen für geschlossen.

### Uckermärkische Oberschule für Jungen
Am 15. April 1914 wurde das Realprogymnasiums mit der Vorstellung des neuen Lehrkörpers eröffnet. Das Leben der neuen Schule wurde durch vier Jahre Krieg, Hunger, Inflation, Wirtschaftszusammenbruch und Novemberrevolte beeinträchtigt.
Nach dem Ersten Weltkrieg bestand der Wunsch, in Angermünde das Abitur ablegen zu können.
So wurde Ostern 1920 die UI, Ostern 1921 die OI eingerichtet. Im Herbst 1916 zog die Schule aufgrund der Folgen des Ersten Weltkriegs durch Arbeitskräftemangel und Schwierigkeiten bei der Materialbeschaffung verspätet in das helle und geräumige Gebäude in der Heinrichstraße – das heutige Schulhaus – ein. Die Aufsichtsbehörde bewertete es als mustergültig für die Kleinstadt Angermünde.
Im Jahr 1922 durften erstmals Mädchen die Schule besuchen. Der gute Ruf der Schule führte zu einem Anwachsen der Schülerzahl mit einem Höchststand von 245 Gymnasiasten im Jahr 1931.
Durch die Schulreform im Jahr 1938 entstand eine einheitliche höhere Schule – die Oberschule. Das Realgymnasium wurde in Die Uckermärkische Oberschule für Jungen umbenannt. Gleichzeitig wurde die höhere Schule für Mädchen in der heutigen Zetkin-Schule eingerichtet.

### Von der Einheitsschule zum Einstein-Gymnasium
Nach dem Kriegsende 1945 wurde entsprechend dem Gesetz über die demokratische Schulreform die Uckermärkische Oberschule für Jungen in eine Einheitsschule umgewandelt. Auf der Suche nach einem Namen wurde nach umfangreichen Diskussionen entschieden, Albert Einstein zu bitten, der Schule seinen Namen zu verleihen. Dieser Bitte folgte Einstein brieflich mit einem Schreiben vom 14. April 1950.
In diesen Jahren wurde die Idee des Internats wieder aufgegriffen. Bis 1957 wuchs die Zahl der Internatsschüler von 40 auf 101 an.
Im Zuge der Schulreform von 1960 entstanden die Zehnklassige Allgemeinbildende Polytechnische Oberschule (POS) und die Erweiterte Oberschule (EOS).
Nach der Wende und der Schulreform wurde mit Beginn des Schuljahres 1990/1991 aus der EOS das Einstein-Gymnasium. Seit diesem Zeitpunkt werden Schüler in die siebente Klasse aufgenommen. Das Abitur kann nach sieben Jahren abgelegt werden. 1994 wurde mit der Erweiterung der Schule begonnen. Parallel dazu erhielt der Bau eine Mehrzweckhalle mit direkter Anbindung an beide Teile des Schulhauses, die alte Sporthalle wurde zur Aula umgebaut.

### Bekannte Absolventen
- Jochen von Arnim (1925–2015), Heimatforscher
- Walter Bredendiek (1926–1984), evangelischer Theologe und Heimatforscher
- Lisa Marie Schweizer (* 1995), Gewichtheberin

## Partnerschulen
- Polen: Lyceum Stettin
- Russland: Schule 1137, Moskau
- Norwegen: Ringerike vgs, Hønefoss